# Krenosmittia halvorseni
Krenosmittia halvorseni är en tvåvingeart som först beskrevs av Peter Scott Cranston och Sæther 1986.  Krenosmittia halvorseni ingår i släktet Krenosmittia, och familjen fjädermyggor. Arten har ej påträffats i Sverige.